# Expeditionschef
Expeditionschef är en opolitiskt tillsatt chefstjänsteman i Regeringskansliet som bland annat ansvarar för att regeringens förvaltningsärenden handläggs lagenligt, följdriktigt och enhetligt. På vissa departement är rättschefen och expeditionschefen samma person. 
Ämbetet tillkom i samband med Departementalreformen 1840, och var då titeln på alla departementschefer. Då statssekreterareposten nyinrättades 1917, överflyttades till denna den expeditionschefen dittills tillkommande handläggningen av departements riksdagsärenden, författningsfrågor med mera.
I Justitiedepartementet var 1917-1930 och i Sjöförsvarsdepartementet 1917-1920 samma person expeditionschef och statssekreterare. I Handelsdepartementet var statssekreteraren och expeditionschefen samma person.